# Frédéric Berger
Pour les articles homonymes, voir Berger (homonymie).
Frédéric Berger (né le 27 août 1964) est un sauteur à ski français.

## Palmarès

### Jeux Olympiques
| Épreuve / Édition | Calgary 1988 |
| Petit Tremplin    | 49e          |

### Championnats du monde
| Épreuve / Édition | Seefeld 1985 | Oberstdorf 1987 |
| Petit Tremplin    | 58e          | 39e             |
| Grand Tremplin    | 41e          | 39e             |

### Coupe du monde
- Meilleur classement final : 40e en 1986.
- Meilleur résultat : 3e (le 22 décembre 1985 à Chamonix)